# 瀬川泰祐
瀬川 泰祐（せがわ たいすけ、1973年（昭和48年）12月3日 - ）は、日本の政治家、スポーツライター。無所属の久喜市議会議員（1期）。
東洋経済オンラインレギュラー執筆者、日本財団のスポーツ貢献事業「HEROs」のオフィシャルライター等を歴任。現在はYahoo!ニュース著者、Surfvote著者としても活動中。
2020年には日本財団の助成を受け、埼玉県久喜市で子ども第三の居場所「ファルカオスポーツベース」を開設。埼玉県久喜市在住。

## 経歴
久喜北陽高等学校、駒澤大学法学部法律学科を卒業後、ローソンエンタテインメント（当時ローソンチケット）やヤフー等の企業で、約20年に渡り「エンターテイメント × IT業界」の領域に従事。2016年より、東京オリンピックに関わるために、副業でスポーツライターとしての活動を開始し、2020年4月1日にはスポーツライター・編集者として独立。その後、日本財団から助成を受け、2022年1月に、子ども第三の居場所「ファルカオスポーツベース」を開所。2022年1月に行われたファルカオスポーツベースの開所式では同じ駒澤大学出身の巻誠一郎らから祝福を受ける。2022年4月17日に行われた久喜市議会議員一般選挙に無所属で立候補し、初当選を果たす。

## 出演
テレビ
- NHK（首都圏ネットワーク）2022年11月16日放送
- NHKニュースおはよう日本（関東甲信越）2022年11月25日放送

ウェブ
- SMBC「TagTalk　Tag!まずは一緒に　第四弾 車いすラグビー日本代表の乗松聖矢×スポーツライター瀬川泰祐」2021年8月18日掲載
- デジタルわかる化研究所「スポーツライター・ファルカオフットボールクラブ代表 / 瀬川泰祐氏インタビュー」2022年01月13日掲載
- 東京新聞「スポーツ通じ放課後の居場所　小学生対象に久喜市でサッカークラブ開設」2022年1月15日掲載

オンライン配信
- 報道リアリティ番組「ABEMA Prime（アベプラ）」 五輪で燃え尽き症候群も?トップアスリートの引き際とセカンドキャリアの困難　2021年7月23日放送
- note「社会問題を解決するスポーツの力を考える 」2021年8月12日配信
- クリアソンアスリートカレッジ アスリート×スポーツライター「それぞれの見える景色」2021年9月24日配信